# Bodosa tina
Bodosa tina är en fjärilsart som beskrevs av Walker 1854. Bodosa tina ingår i släktet Bodosa och familjen björnspinnare. Inga underarter finns listade i Catalogue of Life.